# Жинвальська ГЕС
Жинвальська ГЕС (Жинвалі ГЕС, груз. ჟინვალის წყალსაცავი) — гідроелектростанція на річці Арагві (притока річки Кура) в Грузії поблизу населеного пункту Жинвалі. Перший агрегат ГЕС було запущено в 1985 році. Крім вироблення електроенергії виконує важливу функцію водопостачання міста Тбілісі.
Конструктивно являє собою високонапірну греблю-дериваційну ГЕС з регулюючим водосховищем, підземною будівлею ГЕС і безнапірно відводної деривації. Склад споруд ГЕС: 
- насипна галечникова гребля висотою 102 м і довжиною 415 м. Гребля утворює Жінвальське водосховище з повним об'ємом 520 млн.м³ і корисним об'ємом 370 млн м³;
- водоскид відкритого типу;
- глибинний водоскид;
- водоприймальник;
- тунельний напірний водовід довжиною 628 м;
- підземна будівля ГЕС;
- відвідний безнапірний тунель довжиною 8,5 км;
- відвідний канал довжиною 1,5 км;
- буферний басейн для вирівнювання витрат води після ГЕС і забезпечення забору води в водопровід;
- ОРУ 110/220 кВ.

Потужність ГЕС — 130 МВт, середньорічне вироблення — 484 млн. КВт·год. У будівлі ГЕС встановлено 4 гідроагрегати з вертикальними радіально-осьовими турбінами РВ 170-В-180, що працюють при розрахунковому напорі 128 м (максимальний напір 160 м), максимальна витрата через кожну турбіну — 29,25 м³/сек, діаметр робочого колеса — 1,8 м. Турбіни приводять в дію підвісні гідрогенератори СВ 425/135-14 потужністю по 32,5 МВт. Гідросилове обладнання вироблено харківськими підприємствами — турбіни «Турбоатомом», генератори «Електроважмашем». ГЕС забезпечує водопостачання міст Тбілісі, Мцхета, Руставі та прилеглих населених пунктів, а також зрошення земель ущелини річки Іорі. З буферного басейну ГЕС починається водовід господарського та питного водопостачання довжиною 36,7 км, забезпечений фільтрувальною станцією.
У 2007 році, Жинвальська ГЕС разом з системою водопостачання Тбілісі і Мцхета була продана швейцарській компанії Multiplex Solutions за $ 85 млн . Потужність станції обмежена наявністю проблеми з пропускною здатністю відвідного тунелю, планується будівництво другої гілки тунелю 
.